# Pax Hispanica

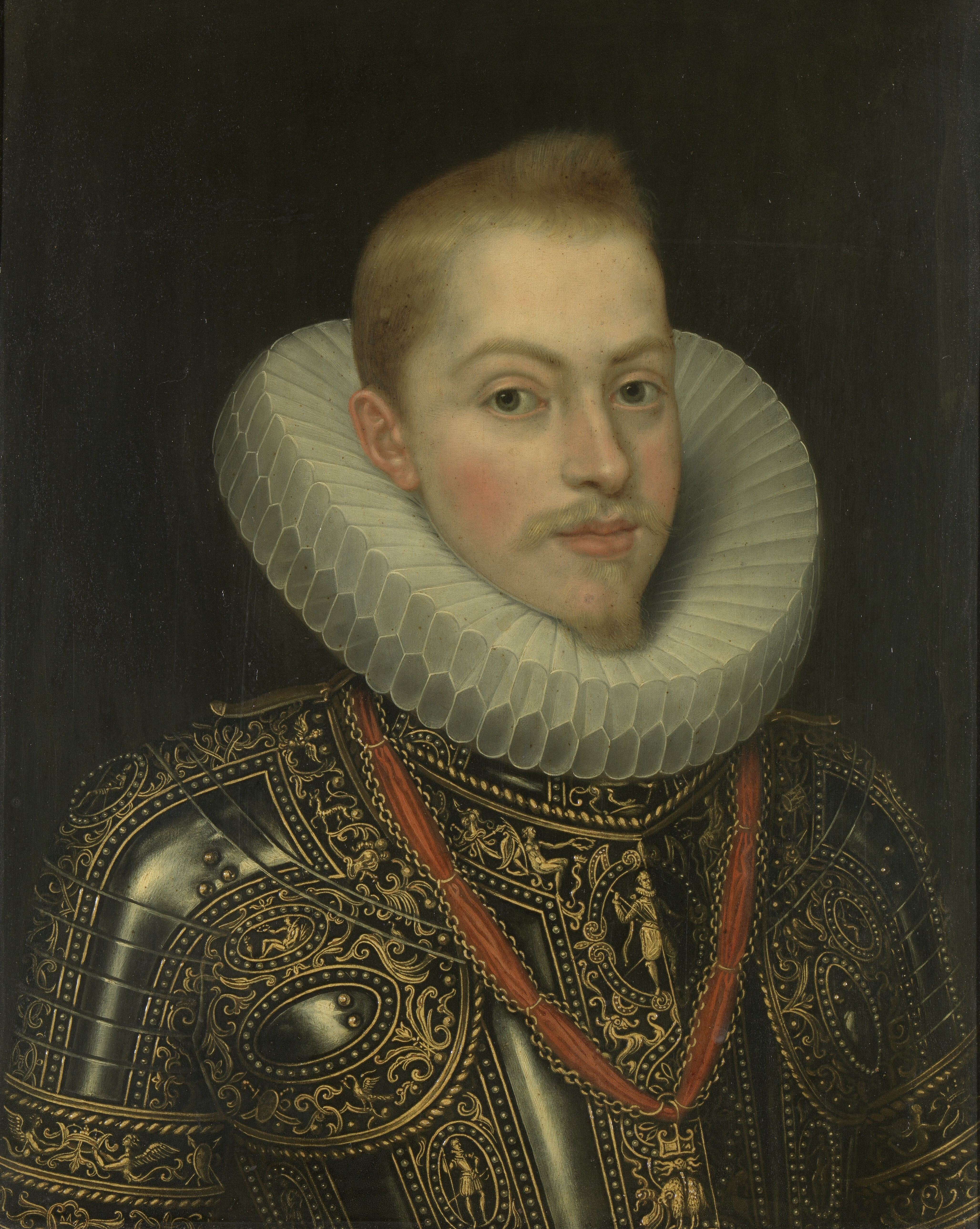
Felipe III de España.

Pax Hispanica es una expresión historiográfica (traducible del latín como «paz española») propuesta por el hispanista John Elliott. Hace referencia no a la totalidad, sino a una parte del siglo de oro y del auge político y militar del Imperio español: la caracterizada por su política exterior contemporizadora y pacifista, que se limitó al periodo entre 1598 y 1621, correspondiente al reinado de Felipe III y el validazgo del duque de Lerma. El periodo posterior, caracterizado por la política agresiva "de reputación" del conde-duque de Olivares, valido de Felipe IV, aunque inicialmente exitoso (annus mirabilis de 1625), supuso el final del predominio español y evidenció la decadencia.
Pax Hispanica es una paráfrasis del concepto clásico de Pax Romana, que se ha extendido a otros periodos de hegemonía de una potencia (Pax Britannica, Pax Americana).

## Concepto

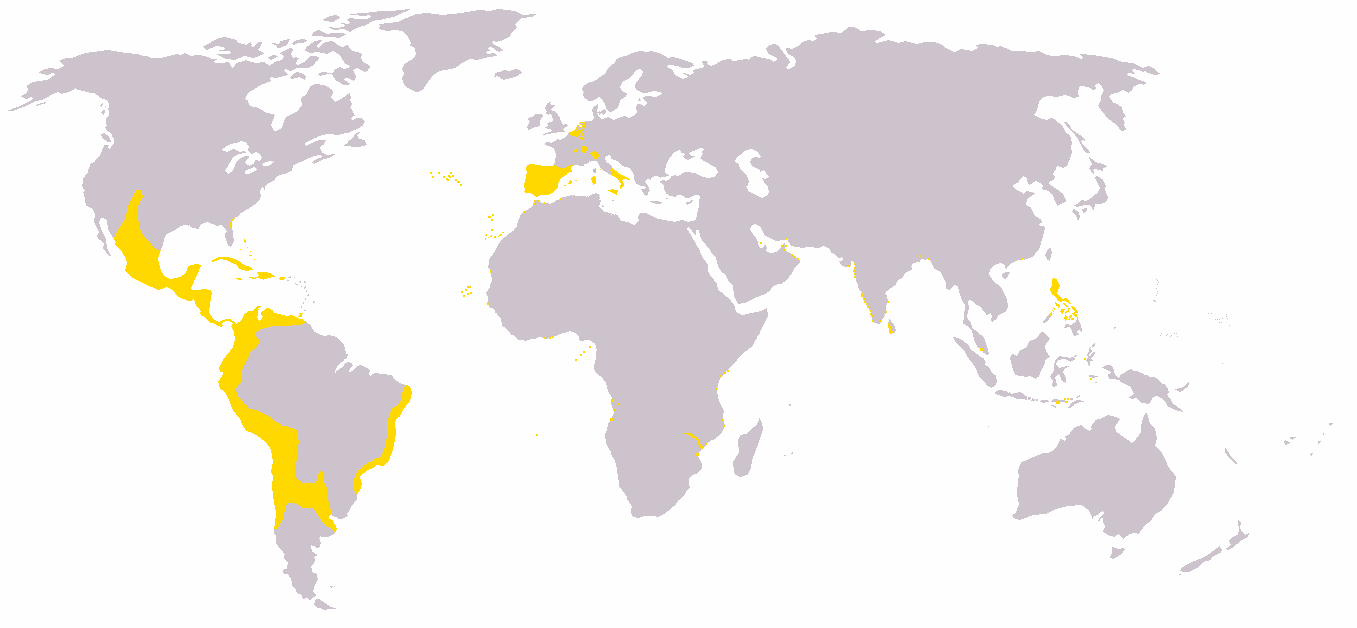
El Imperio español en 1598.

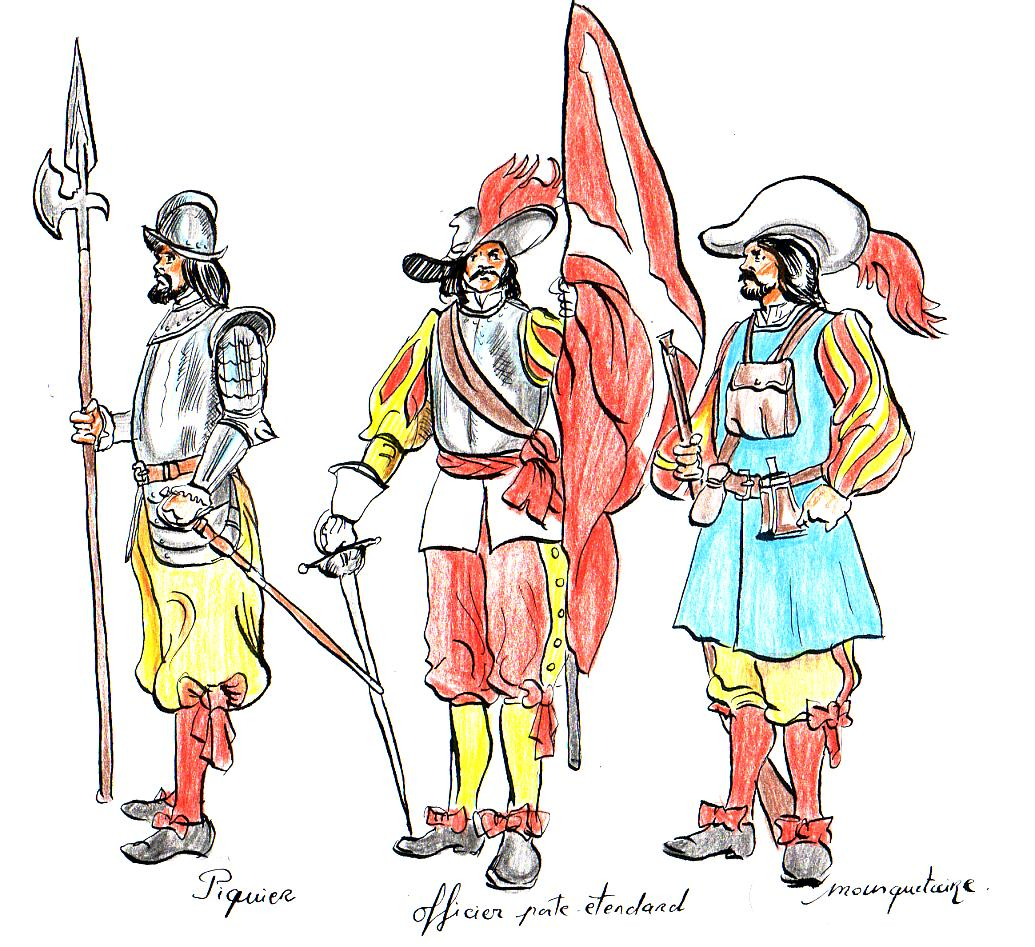
Los tercios eran las mejores unidades militares de su época.

A pesar de no ser en absoluto un periodo de total paz (se han contabilizado en él 162 batallas), se firmaron varios tratados de paz, principalmente:
- La paz de Vervins de 1598, con la que se cierra la participación española en las guerras de religión de Francia.
- El tratado de Londres de 1604, que puso fin a la guerra anglo-española de 1585-1604.
- La tregua de los doce años en 1609, que puso un paréntesis en la guerra de los ochenta años iniciada en la revuelta de Flandes.

En el interior se decidió una solución definitiva al problema que suponía la existencia de una minoría no asimilada, los moriscos, con su expulsión (1609).
Las consecuencias de algunas de estas decisiones, así como la corrupción (institucionalizada desde la figura del propio valido), tuvieron mucho que ver con la crisis secular del siglo XVII, incrementando la despoblación (espectacularmente en zonas afectadas por la expulsión de los moriscos, como Valencia) y el descenso de las remesas llegadas de América (cuyo comercio se desviaba cada vez más hacia Holanda o Inglaterra, que incluso fueron capaces de establecer colonias en islas y en puntos clave de las costas del continente).
La hegemonía política alcanzada por la Monarquía hispánica (y que se remonta a los reinados anteriores —Felipe II, Carlos I y los Reyes Católicos—) configuró un período de predominancia de los "valores españoles" dentro de la escala europea (por ejemplo, la extensión de la lengua castellana, usada como una lingua franca en algunos contextos —no la única, obviamente, e incluso siguió siendo minoritaria incluso dentro del propio Imperio español—). Pero la auténtica pax se encontraba en el interior de sus dominios, donde la estabilidad política, una organización administrativa estructurada, y una intelectualidad surgida de unas universidades extendidas por todo el imperio, definían la constitución no solo política, sino también cultural, que exportaba su forma de ser a los nuevos territorios americanos o filipinos, e influía de forma externa en clave de preponderancia política.
La mejor manera de entenderla sería si se establece una analogía con el Imperio romano. Dentro de su territorio exportaba todos sus valores en cualquier ámbito pero, sin embargo, limitaba con otros estados como el Imperio parto o con zonas tribales de constitución no totalmente determinada como los germanos. De igual modo España limitaba con estados (Francia, Inglaterra) y con zonas tribales no estatales (desierto de California, sur araucano). En aquellos territorios es donde el modelo español sería imitado en cualquier aspecto (sociedad picaresca, virreinatos, derecho castellano, entre otros). Las zonas europeas serían influidas de la misma manera que los romanos influyeron a los partos o armenios.